# خفاش دم‌کوتاه خاکستری
خفاش دم‌کوتاه خاکستری (نام علمی: Carollia subrufa) نام یک گونه از سرده خفاش‌های برگ‌بینی دم‌کوتاه است.